# Società Polisportiva Ars et Labor 1932-1933
Questa pagina raccoglie le informazioni riguardanti la Società Polisportiva Ars et Labor nelle competizioni ufficiali della stagione 1932-1933.

## Stagione
Alla presidenza assurge il Commendator Gandini, il quale conferma la guida tecnica di Adolf Mora Murer, subentrato a Mattuteia nel corso della precedente stagione e che verrà a sua volta rilevato a stagione in corso dal rientrante Walter Alt. 
Viene ceduto il bomber Mario Romani al Milan. In biancazzurro, chi non lo farà rimpiangere sarà Aldo Barbieri, capocannoniere con le sue 27 reti, seguito da Paroni con 14 centri e Conte con 13. Inserita nel girone E con squadre emiliano-romagnole, la squadra ferrarese domina il girone come nelle ultime tre stagioni con 34 punti, staccando di quattro lunghezze la coppia formata dalle "odiate cugine" Reggiana e Parma. 
Nel girone finale è seconda ad un punto dal Foggia, che viene promosso direttamente in Serie B. L'estate del 1933 riserva però la sorpresa dell'allargamento dei quadri della serie cadetta, che passerà a due gironi: la SPAL verrà quindi ripescata e potrà così partecipare al tanto agognato torneo.

## Rosa
| N. |                   | Ruolo | Calciatore         |
| -- | ----------------- | ----- | ------------------ |
|    | Italia (bandiera) | P     | Enzo Caselli       |
|    | Italia (bandiera) | D     | Renato Balboni     |
|    | Italia (bandiera) | D     | Enzo Bonfà         |
|    | Italia (bandiera) | D     | Giancarlo Genesini |
|    | Italia (bandiera) | D     | Renato Manservigi  |
|    | Italia (bandiera) | D     | Luigi Olasi        |
|    | Italia (bandiera) | D     | Amore Palazzetti   |
|    | Italia (bandiera) | C     | Carlo Alberghini   |
|    | Italia (bandiera) | C     | Colsister Aramini  |
|    | Italia (bandiera) | C     | Bruno Bertacchini  |

| N. |                   | Ruolo | Calciatore        |
| -- | ----------------- | ----- | ----------------- |
|    | Italia (bandiera) | C     | Odino Bonora      |
|    | Italia (bandiera) | C     | Antonio Malaguti  |
|    | Italia (bandiera) | C     | Vinicio Tumiati   |
|    | Italia (bandiera) | C     | Giovanni Villotti |
|    | Italia (bandiera) | A     | Aldo Barbieri     |
|    | Italia (bandiera) | A     | Bruno Barbini     |
|    | Italia (bandiera) | A     | Bruno Braga       |
|    | Italia (bandiera) | A     | Giordano Colaussi |
|    | Italia (bandiera) | A     | Mario Conte       |
|    | Italia (bandiera) | A     | Ivo Paroni        |

## Risultati

### Prima Divisione (girone E)

#### Girone di andata[1]
| Arbitro: | Zelocchi (Modena) |

|              |           |  |
| Villotti 40’ | Marcatori |  |

| Arbitro: | Saracini (Ancona) |

|                                    |           |                            |
| Lugli 12’ Baccarini 42’ Sgarbi 58’ | Marcatori | 24’ Villotti 36’ Tumiati I |

| Arbitro: | Morellato (Vicenza) |

|                        |           |                         |
| Braga 36’ Villotti 80’ | Marcatori | 34’ Foschini 55’ Taddei |

| Arbitro: | Dorigo (Venezia) |

|  |           |                                                          |
|  | Marcatori | 17’ Conte 28’ Villotti 37’ Braga 51’ Barbieri 77’ Paroni |

| Arbitro: | Tagliapietra (Padova) |

|                                                                 |           |                         |
| Paroni 19’, 46’, 52’ Conte 27’, 29’ Braga 35’, 70’ Genesini 56’ | Marcatori | 42’ Bruni 89’ Cotignola |

| Arbitro: | Saracini (Ancona) |

|                           |           |           |
| Bertoli 6’ Tedeschini 40’ | Marcatori | 15’ Conte |

| Arbitro: | Morellato (Vicenza) |

|                                 |           |  |
| Barbieri 1’, 47’, 78’ Paroni 9’ | Marcatori |  |

| Arbitro: | Dorigo (Vicenza) |

|                                                        |           |                                    |
| Barbieri 14’, 41’, 67’ Conte 24’ (rig.) Manservigi 55’ | Marcatori | 54’ Boriani 66’ Cavazza 69’ Grandi |

| Arbitro: | Ziglioli (Crema) |

|             |           |                                                         |
| Orlandi 76’ | Marcatori | 8’ Paroni 15’, 88’ Conte 29’ Barbieri 62’ (aut.) Rubini |

| Arbitro: | Pavanello (Venezia) |

|                                               |           |              |
| Paroni 47’, 73’ Barbieri 76’ Conte 80’ (rig.) | Marcatori | 74’ Travaini |

| Arbitro: | Quilleri (Brescia) |

|  |           |                           |
|  | Marcatori | 38’ Barbieri 84’ Villotti |

| Arbitro: | Lenzi (Pistoia) |

|                                                   |           |                                   |
| A. Benelli 30’, 87’ Genesini 34’ (aut.) Violi 54’ | Marcatori | 32’ Peroni 46’ Conte 56’ Barbieri |

#### Girone di ritorno[2]
| Arbitro: | Lupini (Bergamo) |

|                              |           |                                   |
| Pizzi 26’, 42’ Bertocchi 55’ | Marcatori | 24’ Braga 35’ Barbieri 44’ Paroni |

| Arbitro: | Oblach (Trieste) |

|                       |           |           |
| Barbieri 6’ Conte 28’ | Marcatori | 50’ Lugli |

| Arbitro: | Borghetti (Ancona) |

|                 |           |              |
| Ferretti II 68’ | Marcatori | 88’ Barbieri |

| Arbitro: | Salvagno (Trieste) |

|                                                 |           |  |
| Barbieri 9’, 67’, 83’ Paroni 52’, 58’ Braga 89’ | Marcatori |  |

| Arbitro: | Dentelli (Padova) |

|                    |           |                         |
| Bruni 9’ Ricci 61’ | Marcatori | 44’ Paroni 59’ Barbieri |

| Arbitro: | Conticini (Firenze) |

|                           |           |  |
| Barbieri 21’ Colaussi 60’ | Marcatori |  |

| Arbitro: | Cugnini (Ancona) |

|             |           |                           |
| Loranzi 30’ | Marcatori | 36’ Villotti 63’ Colaussi |

| Arbitro: | Zallone (Bari) |

|                               |           |              |
| Grandi 20’ (rig.) Cavazza 54’ | Marcatori | 36’ Villotti |

| Arbitro: | Dorigo (Vicenza) |

|                                                                       |           |          |
| Bertacchini III 16’, 45’ Tumiati I 26’, 48’ Colaussi 43’ Barbieri 85’ | Marcatori | 77’ Fava |

| Arbitro: | Lupini (Bergamo) |

|                    |           |             |
| Setti 8’ Turra 69’ | Marcatori | 71’ Aramini |

| Arbitro: | Tagliabue (Milano) |

|                                                         |           |             |
| Bertacchini III 10’ Braga 77’ Barbieri 79’ Colaussi 83’ | Marcatori | 27’ Mazzoli |

| Arbitro: | Berio (Gorizia) |

|                                                     |           |  |
| Barbieri 12’, 57’ Colaussi 33’ Conte 59’ Paroni 82’ | Marcatori |  |

#### Girone finale[5]
| Arbitro: | U.Gama (Milano) |

|                                  |           |             |
| Conte 4’ Villotti 43’ Paroni 46’ | Marcatori | 30’ Silgich |

| Arbitro: | Rubinato (Venezia) |

|                                            |           |              |
| Narizzano 25’ Manazza 67’ Olasi 78’ (aut.) | Marcatori | 36’ Barbieri |

| Arbitro: | Carnevali (Roma) |

|                            |           |              |
| Baldi III 13’ Bellotti 42’ | Marcatori | 60’ Barbieri |

| Arbitro: | Mattea (Torino) |

|                           |           |  |
| Colaussi 34’ Barbieri 86’ | Marcatori |  |